# MIICC
MIICC는 Medical devices Industry Innovation Cluster Committee의 약자로(의료기기 IICC라고도 함), 의료기기 산업의 발전을 위해 설립된 의료기기 산업혁신클러스터 협의회이며, 경기도의 지원으로 2009년 6월에 설립되었고, MIICC 사무국은 한국전기연구원(KERI) 안산분원에 두고 있다.

## 개요
산․학․연․의․관 협력 네트워크 구축을 통한 의료기기 업체의 연구개발 경쟁력 강화 및 기업수요에 대응하는 맞춤형 정책개발, 공동기술개발을 위한 의료기기산업혁신클러스터협의회
- 지원기관: 경기도
- 주관기관: 한국전기연구원(KERI)
- 참여기관: 안산시, 안양시, 성남시, 한국전기연구원, 한양대학교,경기테크노파크, 한국산업기술시험원, 한국생산기술연구원, 전자부품연구원, 성남산업진흥재단, 안양지식산업진흥원
- 협력의료기관: 아주대의료원, 중앙대의료원, 가톨릭중앙의료원, 고려대의료원, 분당서울대병원, 원자력의학원, 우리들병원, 삼성서울병원

## 연혁
- 2009년 6월 24일 : 경기도로부터 의료기기IICC (MIICC) 지정
- 2009년 7월 14일 : 의료기기IICC (MIICC) 창립총회 개최 (초대 회장: 배병우 (주)인포피아 대표이사)
- 2012년 2월 28일 : 의료기기IICC 제3차 총회 개최 (제2대 회장: 이재화 (주)대성마리프 회장)

## 조직
- 협의회 회장: 이재화 (주)대성마리프 회장
- 운영위원회
- 자문위원회
- 분과위원회
- 사무국

- 경기도 안산시 상록구 항가울로 111 한국전기연구원(KERI) 의료기기산업지원센터